# Fronteira Bolívia–Paraguai
A fronteira entre Bolívia e Paraguai é a linha que limita os territórios da Bolívia e do Paraguai.
Está materializada por 11 marcos (Hito I a Hito X e Hito tripartido).
Os marcos I a X são interligados por segmentos de reta, o marco X está ligado ao marco tripartido por um curso de água.
A maior parte destes marcos tem nome.
A fixação desta fronteira foi um resultado da Guerra do Chaco (1932–1935).

## História
O traçado atual da fronteira existe desde 1938 e foi estabelecido por um tratado concluído em Buenos Aires após o fim da Guerra do Chaco (1932-1935) entre os dois países. Em 2009 os presidentes Evo Morales da Bolívia e Fernando Lugo do Paraguai, sob o patrocínio da presidente argentina Cristina Fernández, assinaram a Memoria Final que delimitou a fronteira definitiva entre ambos. 